# Hängeskål
Hängeskål (Ciboria caucus) är en svampart som först beskrevs av Johann Friedrich Rebentisch, och fick sitt nu gällande namn av Karl Wilhelm Gottlieb Leopold Fuckel 1870. Hängeskål ingår i släktet Ciboria och familjen Sclerotiniaceae.  Arten är reproducerande i Sverige. Inga underarter finns listade i Catalogue of Life.